# Estación de Narbona
La estación de Narbona (en francés: Narbonne) es la principal estación ferroviaria de la ciudad francesa de Narbona. 
Por ella transitan un gran número de trenes de alta velocidad, así como de grandes líneas y regionales. La ciudad dispone de un enlace con España gracias al Talgo que une Montpellier con Murcia y Barcelona.

## Situación ferroviaria
La estación se sitúa en nudo ferroviario que abarca las siguientes líneas férreas:
- Línea férrea Burdeos - Sète. Importante línea transversal que conecta la radial París-Burdeos con la vertiente Mediterránea.
- Línea férrea Narbona - Portbou. Importante trazado que tiene su origen en Narbona y une la red ferroviaria francesa con España.
- Línea férrea Narbona - Bize. Línea menor, cerrada al tráfico de viajeros al inicio de la Segunda Guerra Mundial y limitada al tráfico de mercancías desde entonces.

## Historia

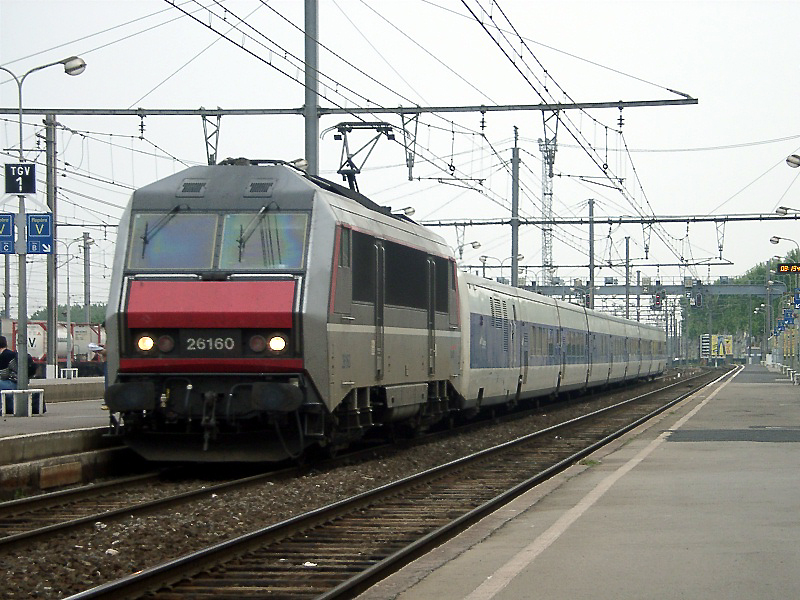
La locomotora eléctrica BB 26160 (Sybic) de SNCF con el Talgo Mare Nostrum en la estación de Narbonne.

La estación fue inaugurada el 22 de abril de 1857 por la Compañía de Ferrocarriles del Mediodía. Esta última fue absorbida por la Compañía de Ferrocarriles de París a Orléans en 1935 dando lugar a la Compañía PO-Mediodía. Dos años después, la explotación pasó a manos de la SNCF.

## La estación
Posee tres andenes, dos centrales y uno lateral y seis vías principales que se completan con más vías de servicio. La fachada principal, recientemente renovada, está adornada con varios arcos y un largo frontón que corona un reloj analógico. Parte de los andenes se protegen por una marquesina metálica semitransparente.

## Servicios ferroviarios

### Alta velocidad
Un elevado número de trenes de alta velocidad transitan por la estación:
- - Línea Barcelona ↔ París. Tren TGV.
- Línea Madrid ↔ Marsella. Tren TGV.
- Línea Barcelona ↔ Lyon. Tren TGV.
- Línea Perpiñán ↔ Bruselas. Tren TGV.
- Línea Toulouse ↔ Lyon. Tren TGV.

### Grandes líneas
La gran mayoría del tráfico de grandes líneas ha sido absorbido por la alta velocidad, aun así se cubren los siguientes trayectos:
- Línea Burdeos ↔ Marsella. Tren Téoz.

### Regionales
Un gran número de TER transitan por la estación cubriendo los siguientes trazados:
- Línea Narbona ↔ Marsella.
- Línea Narbona ↔ Toulouse.
- Línea Toulouse ↔ Montpellier / Nîmes / Aviñón.
- Línea Narbona ↔ Castelnaudary.
- Línea Narbona ↔ Perpiñán.